# Derecho de autor en España
Los derechos de autor en España están descritos, representados y protegidos por la Ley de Propiedad Intelectual (LPI). En España los derechos de autor incluyen derechos morales y derechos de explotación. La duración de los derechos de explotación es de 70 años tras la muerte del autor. No obstante, para autores que murieron antes de 1987 el plazo es de 80 años tras la muerte del autor, manteniendo los plazos que establecía la ley anterior. Así, a fecha de 2025 están en el dominio público las obras de los autores fallecidos en 1944 o antes.

## Historia
La primera ley de propiedad intelectual de España fue la Ley de 10 de enero de 1879 de propiedad intelectual, en la que se fijó una duración de los derechos de autor de 80 años tras la muerte del autor.
En 1987 se promulgó la Ley 22/1987, de 11 de noviembre de 1987, sobre la Propiedad Intelectual, que rebajó la protección a 70 años tras la muerte del autor. Dicha Ley recibió varias modificaciones con el transcurso de los años, principalmente para incorporar al derecho español las directivas europeas que se fueron promulgando.
En 1996 el Ministerio de Cultura publicó el texto refundido de la Ley de Propiedad Intelectual, para regularizar, aclarar y armonizar las disposiciones legales vigentes sobre la materia.
Desde el año 2001, un punto de inflexión en la armonización de las leyes de propiedad intelectual en Europa fue la Directiva 2001/29/CE, aprobada el 22 de mayo de 2001. Esta directiva desempeñó un papel crucial al abordar diversos aspectos de los derechos de autor y derechos afines en el contexto de la sociedad de la información. Su impacto se extendió a la legislación española, orientando la evolución de las leyes de propiedad intelectual hacia una mayor coherencia y uniformidad en toda la Unión Europea.
Posteriormente, en 2006, la Ley 17/2006, de 5 de junio, se introdujo como una respuesta integral a los desafíos emergentes en el ámbito de la propiedad intelectual. Esta ley modificó sustancialmente el texto refundido de la Ley de Propiedad Intelectual de 1996, representando un esfuerzo constante por mantener la legislación actualizada y alineada con las transformaciones tecnológicas y sociales.
En 2014, la Ley 21/2014, de 4 de noviembre, marcó un hito al modificar tanto el texto refundido de la Ley de Propiedad Intelectual de 1996 como la Ley 1/2000, de 7 de enero, de Enjuiciamiento Civil. Estas enmiendas reflejaron la necesidad de ajustar las leyes a la evolución tecnológica y las cambiantes demandas de la sociedad.
Continuando con este compromiso de adaptación, en 2019, la Ley 8/2019, de 8 de marzo, introdujo cambios sustanciales al modificar el texto refundido de la Ley de Propiedad Intelectual de 1996 e incorporar al ordenamiento jurídico español la Directiva 2016/804/UE del Parlamento Europeo y del Consejo, de 4 de mayo de 2016. Estas modificaciones fortalecieron la armonización a nivel europeo y abordaron las dinámicas cambiantes en el ámbito de la propiedad intelectual.
Este año ha presenciado un hito significativo en el ámbito de la propiedad intelectual en España con la promulgación del Real Decreto 611/2023, de 11 de julio, que aprueba el Reglamento del Registro de la Propiedad Intelectual.

## Obras protegidas
Es una obra protegida todo tipo de creación original literaria, artística o científica expresada en cualquier tipo de soporte tangible o no, incluyendo:
- Libros, folletos, impresos, epistolarios, escritos, discursos y alocuciones, conferencias, informes forenses y explicaciones de cátedra.
- Composiciones musicales, con o sin letra.
- Obras dramáticas y dramático-musicales, coreografías, pantomimas y obras teatrales en general.
- Obras cinematográficas y cualquier otra obra audiovisual.
- Esculturas y obras de pintura, dibujo, grabado, litografía y historietas gráficas, tebeos o cómics, así como sus ensayos o bocetos y demás obras plásticas, sean o no aplicadas.
- Proyectos, planos, maquetas y diseños de obras arquitectónicas y de ingeniería.
- Gráficos, mapas y diseños relativos a la topografía, la geografía y, en general, a la ciencia.
- Fotografías y obras análogas.
- Programas de informática.
- El título de la obra cuando sea original.[7]

Las obras derivadas que se creen a partir de la obra original también pertenecerán al autor original, incluyendo:
- Traducciones y adaptaciones.
- Revisiones, actualizaciones, anotaciones.
- Compendios, resúmenes, extractos.
- Arreglos musicales.
- Cualquier otra transformación.[8]

### Excepciones
Las siguientes obras no son objeto de protección:
- Disposiciones legales o reglamentarias y sus correspondientes proyectos.
- Resoluciones de órganos jurisdiccionales.
- Actos, acuerdos, deliberaciones y dictámenes de organismos públicos.
- Traducciones oficiales de todos los textos anteriores.[9]

## Derechos morales
Los derechos morales son los siguientes derechos irrenunciables e inalienables del autor:
- El derecho a decidir si publicar su obra y cómo publicarla.
- El derecho a publicar la obra bajo su nombre, un seudónimo o de forma anónima.
- El derecho a ser reconocido como autor.
- El derecho a exigir el respeto a la integridad de la obra e impedir cualquier deformación, modificación, alteración o atentado contra ella que suponga perjuicio a sus legítimos intereses o a su reputación.
- El derecho a modificar la obra, siempre que respete los derechos adquiridos por terceros y las exigencias de protección de bienes de interés cultural.
- El derecho a retirar la obra del comercio, por cambio de sus convicciones intelectuales o morales, previa indemnización de daños y perjuicios a los titulares de derechos de explotación.
- El derecho a acceder al ejemplar único o raro de la obra, cuando se halle en poder de otro, a fin de ejercitar el derecho de divulgación o cualquier otro que le corresponda.[10]

El autor a su fallecimiento puede tener beneficiario de su obra a quien disponga legalmente.

## Derechos de explotación
- Explotación: El Autor puede explotar su obra libremente bajo términos legales.[12]
- Reproducción: Se considera reproducción la grabación, impresión, copia total o parcial y la reproducción, difusión, emisión total o parcial de la obra, por cualesquiera que sean los medios.[13]
- Distribución: El Autor puede decidir sobre el modo de distribuir su obra.[14]
- Comunicación pública: Es un tipo de distribución en el que la obra se expone al público sin que este tenga acceso directo a ella, siendo de ámbito público, se exime de esta definición el ámbito doméstico.[15]

### Duración
La Ley de Protección Intelectual establece que la duración de los derechos será de la vida del autor más setenta años. Para las obras anónimas  o seudónimas en las que no se conozca el autor son setenta años desde la publicación. Para las obras seudónimas con autor conocido aplica el cómputo de la vida del autor más setenta años. Para las obras colectivas son setenta años desde la publicación. Los plazos de protección se calculan desde el 1 de enero siguiente a la fecha de muerte o publicación, según corresponda. No obstante, para autores que murieron antes de 1987 el plazo es de ochenta años tras la muerte del autor, manteniendo los plazos que establecía la ley anterior. Así, a fecha de 2025 están en el dominio público las obras de los autores fallecidos en 1944 o antes.

## Limitaciones

### Libertad de panorama
El artículo 35.2 de la Ley de Propiedad Intelectual (LPI) establece la libertad de panorama, al permitir la reproducción, distribución y comunicación mediante pinturas, dibujos, fotografías o procedimientos audiovisuales de las obras situadas permanentemente en parques, calles, plazas u otras vías públicas. El artículo 40 bis establece que no debe causarse un perjuicio injustificado a los intereses legítimos del autor o ir en detrimento de la explotación normal de las obras.

### Mera fotografía
Las meras fotografías que no tienen el carácter de obra protegida tienen los derechos de explotación limitados a 25 años desde la realización de la misma. Así, a fecha de 2025 están en el dominio público las meras fotografías tomadas en 1999 o antes. Para que una fotografía sea considerada obra fotográfica y no una mera fotografía la jurisprudencia ha tenido en cuenta varios aspectos: debe ser una creación original novedosa, debe reflejar la personalidad de su autor, y el autor debe aplicar un esfuerzo creativo para crearla.

### Copia privada
El artículo 31 de la LPI recoge el derecho a la copia privada, es decir, el derecho a hacer copias privadas sin permiso del autor si la copia no es para uso comercial. Para compensar económicamente a los autores por las copias privadas que se puedan realizar, en España existe un canon por copia privada que se aplica a los materiales que puedan ser soporte de dichas copias.

### Educación e investigación
Se permite incluir en obras propias fragmentos de obras ajenas de naturaleza escrita, sonora o audiovisual, así como la de obras aisladas de carácter plástico o fotográfico figurativo con fines educativos o de investigación si se cumplen las siguientes condiciones:
- se trata de obras ya publicadas,
- se incluye a título de cita o para su análisis, comentario o juicio crítico,
- se indica la fuente y el nombre del autor de la obra utilizada,
- se incluye en la medida justificada para los fines educativos o de investigación.[25]

## Modelos de protección
En España, los derechos de autor se protegen mediante diversos modelos y mecanismos que aseguran a los creadores el control sobre el uso de sus obras, así como la percepción de beneficios económicos por su explotación. Estos modelos incluyen enfoques tradicionales y modernos adaptados al entorno digital:

### Protección automática por el derecho de autor
En virtud de la legislación española, los derechos de autor se adquieren automáticamente al momento de la creación de la obra, sin necesidad de registro formal. Este modelo está basado en el Convenio de Berna, que garantiza la protección en los países signatarios. Sin embargo, registrar la obra en instituciones como el Registro de la Propiedad Intelectual (España) puede servir como prueba en caso de disputas legales.

### Gestión colectiva de derechos
La gestión de derechos es delegada frecuentemente a entidades de gestión colectiva como la Sociedad General de Autores y Editores (SGAE) o CEDRO. Estas organizaciones administran los derechos de explotación en nombre de los creadores, recaudando y distribuyendo regalías por el uso de las obras en ámbitos como la música, la literatura y el cine.

### Protección tecnológica
Las medidas tecnológicas, como la Gestión de derechos digitales (DRM, por sus siglas en inglés), son herramientas empleadas para prevenir la copia y distribución no autorizadas de obras digitales. Ejemplos comunes incluyen restricciones en libros electrónicos, música y contenido audiovisual.

### Protección jurídica
Los autores tienen derecho a iniciar acciones legales en caso de infracción de sus derechos. La legislación española contempla tanto medidas civiles como penales para proteger los derechos de autor, incluyendo la retirada de contenidos ilegales, indemnizaciones económicas y, en algunos casos, sanciones penales.